# چوب‌پنبه‌بازکن

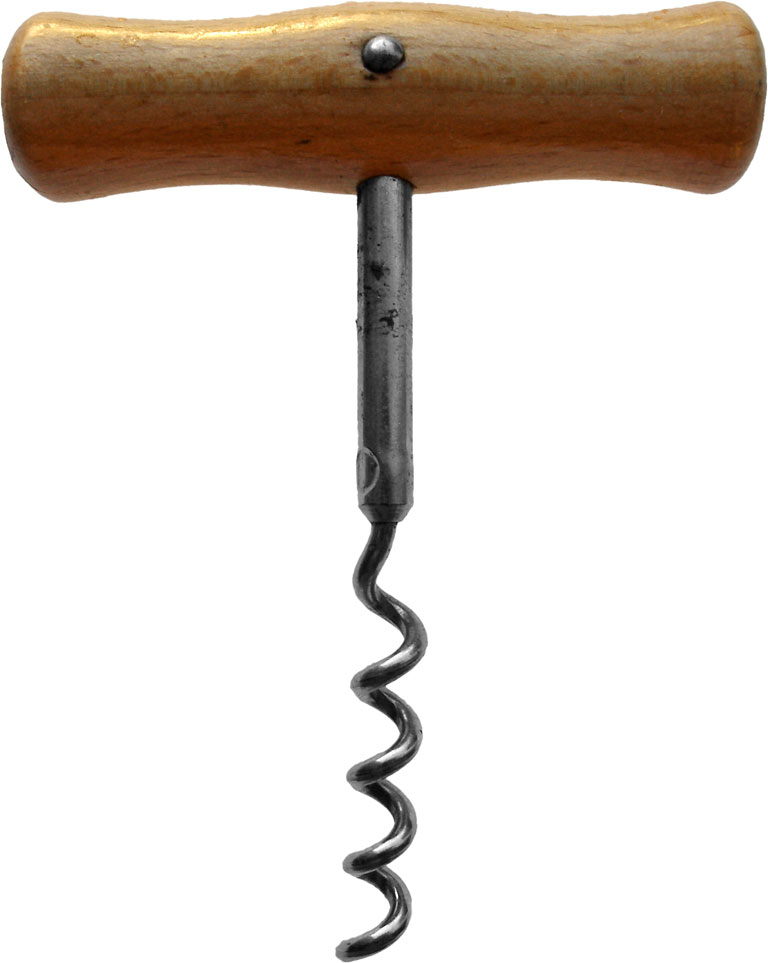
یک چوب‌پنبه‌بازکن

'چوب‌پنبه‌بازکن'  یا چوب‌پنبه‌کش وسیله‌ای برای بازکردن چوب‌پنبه از در بطری‌ها می‌باشد. معمولاً شراب و نوشیدنی‌های الکلی را درون بطری می‌ریزند و در آن را با چوب پنبه می‌بندند. بعضی از این نوشیدنی‌های الکلی همانند شامپاین دارای گاز بسیار زیادی می‌باشند و هنگام بازکردن در چوب پنبه‌ای بطری، به هوا پرتاب شود. از آنجا که بیرون آوردن چوب پنبه از بطری کار آسانی نیست از این وسیله برای بیرون آوردن آن استفاده می‌شود.